# Papradište
Papradište (makedonska: Папрадиште) är en ort i Nordmakedonien. Den ligger i kommunen Kičevo, i den västra delen av landet, 50 kilometer sydväst om huvudstaden Skopje. Papradište ligger 1 159 meter över havet och antalet invånare är 219.